# Stanisław Roziewicz
Stanisław Roziewicz (ur. 1 sierpnia 1935 w Hołobach) – polski tokarz, technik mechanik i polityk, poseł na Sejm PRL VI i VII kadencji.

## Życiorys
W 1952 został tokarzem w Fabryce Samochodów Osobowych na Żeraniu w Warszawie, skąd przeniósł się do Nysy, by pracować w Zakładach Urządzeń Przemysłowych. Początkowo został mistrzem, a w 1974 starszym mistrzem. W 1970 został absolwentem Technikum Mechanicznego dla pracujących w Nysie, uzyskując tytuł technika mechanika budowy aparatury chemicznej.
W 1951 został członkiem Związku Młodzieży Polskiej, a w 1955 Polskiej Zjednoczonej Partii Robotniczej, w której pełnił funkcję I sekretarza OOP na Wydziale Mechanicznym, w latach 1957–1970 (przez dwie kadencje) zasiadał w plenum Komitetu Wojewódzkiego. Był także członkiem plenum i egzekutywy Komitetu Zakładowego partii. Przez dwie kadencje był radnym PMRN w Nysie, a przez jedną kadencję ławnikiem ludowym w tamtejszym sądzie. W 1972 i 1976 uzyskiwał mandat posła na Sejm PRL w okręgach kolejno Nysa i Kędzierzyn-Koźle. Przez dwie kadencje zasiadał w Komisji Pracy i Spraw Socjalnych. Ponadto w trakcie VI kadencji zasiadał w Komisji Budownictwa i Gospodarki Komunalnej, a w trakcie VII w Komisji Oświaty i Wychowania.

## Odznaczenia
- Srebrny Krzyż Zasługi
- Medal 30-lecia Polski Ludowej